# Метод пикавца
Метод пикавца или једноставно пикавац у развоју софтвера је део кода који се користи у неким програмским функционалностима. Пикавац може да симулира понашање већ постојећег кода (као што је процедура на некој машини) или да буде привремена замена за код који тек треба да се напише. Пикавци су стога најкориснији у портовању, као и генерално у развоју софтвера и софтверском тестирању.
Примерак пикавца у псеудокоду:
```
   BEGIN
       Temperature = ThermometerRead(Outside)
       IF Temperature > 40 THEN
            PRINT "It's HOT!"
       END IF
   END
```

```
   BEGIN ThermometerRead(Source insideOrOutside)
        RETURN 28
   END ThermometerRead
```

Наведени псеудокод користи функцију ThermometerRead,која враћа температуру. Док је ThermometerRead био измишљен да чита податке са неког храдверског уређаја, ова функција тренутно не садржи потребан код за то. Тако да ThermometerRead у стварности не симулира ниједан процес, али ипак враћа праву вредност, допуштајући главном програму да буде парцијално тестиран. Такође приметимо да иако функција прихвата параметар типа Source који одређује да ли је унутрашња или спољашња температура потребна, она не користи праву вредност пренету аргументом (insideOrOutside) од стране позиваоца.
Пикавац не ради ништа више осим сопствене деклерације и деклерације параметара и прихвата и враћа вредност која је обично очекивана у срећном сценарију за позиваоца. Пикавци се обично користе као "чувари места" за имплементацију познатог интерфејса где је интерфејс завршен (познат) али имплементација није још завршена. Пикавац садржи таман толико кода да дозволи компајлирање и линковање са остатком програма. 